# Épagny (Alta Savoia)
Épagny és un municipi francès situat al departament de l'Alta Savoia i a la regió d'Alvèrnia-Roine-Alps. L'any 2007 tenia 3.750 habitants.

## Demografia

### Població
El 2007 la població de fet d'Épagny era de 3.750 persones. Hi havia 1.519 famílies de les quals 434 eren unipersonals (210 homes vivint sols i 224 dones vivint soles), 442 parelles sense fills, 552 parelles amb fills i 91 famílies monoparentals amb fills.
La població ha evolucionat segons el següent gràfic:
Habitants censats

### Habitatges
El 2007 hi havia 1.623 habitatges, 1.559 eren l'habitatge principal de la família, 26 eren segones residències i 38 estaven desocupats. 710 eren cases i 902 eren apartaments. Dels 1.559 habitatges principals, 1.089 estaven ocupats pels seus propietaris, 429 estaven llogats i ocupats pels llogaters i 42 estaven cedits a títol gratuït; 77 tenien una cambra, 319 en tenien dues, 301 en tenien tres, 337 en tenien quatre i 525 en tenien cinc o més. 1.263 habitatges disposaven pel capbaix d'una plaça de pàrquing. A 648 habitatges hi havia un automòbil i a 842 n'hi havia dos o més.

### Piràmide de població
La piràmide de població per edats i sexe el 2009 era:
| Homes | Edats   | Dones |
| ----- | ------- | ----- |
| 0     | 95 o +  | 0     |
| 4     | 90 a 94 | 4     |
| 4     | 85 a 89 | 8     |
| 0     | 80 a 84 | 8     |
| 16    | 75 a 79 | 20    |
| 36    | 70 a 74 | 32    |
| 32    | 65 a 69 | 44    |
| 64    | 60 a 64 | 32    |
| 88    | 55 a 59 | 92    |
| 84    | 50 a 54 | 100   |
| 160   | 45 a 49 | 120   |
| 100   | 40 a 44 | 148   |
| 184   | 35 a 39 | 136   |
| 184   | 30 a 34 | 204   |
| 136   | 25 a 29 | 132   |
| 76    | 20 a 24 | 52    |
| 128   | 15 a 19 | 92    |
| 120   | 10 a 14 | 120   |
| 152   | 5 a 9   | 128   |
| 112   | 0 a 4   | 116   |

## Economia
El 2007 la població en edat de treballar era de 2.672 persones, 2.177 eren actives i 495 eren inactives. De les 2.177 persones actives 2.052 estaven ocupades (1.060 homes i 992 dones) i 125 estaven aturades (56 homes i 69 dones). De les 495 persones inactives 151 estaven jubilades, 209 estaven estudiant i 135 estaven classificades com a «altres inactius».

### Ingressos
El 2009 a Épagny hi havia 1.543 unitats fiscals que integraven 3.778 persones, la mediana anual d'ingressos fiscals per persona era de 23.531 €.

### Activitats econòmiques
Dels 397 establiments que hi havia el 2007, 3 eren d'empreses extractives, 3 d'empreses alimentàries, 4 d'empreses de fabricació de material elèctric, 1 d'una empresa de fabricació d'elements pel transport, 20 d'empreses de fabricació d'altres productes industrials, 33 d'empreses de construcció, 185 d'empreses de comerç i reparació d'automòbils, 11 d'empreses de transport, 25 d'empreses d'hostatgeria i restauració, 8 d'empreses d'informació i comunicació, 12 d'empreses financeres, 18 d'empreses immobiliàries, 36 d'empreses de serveis, 21 d'entitats de l'administració pública i 17 d'empreses classificades com a «altres activitats de serveis».
Dels 72 establiments de servei als particulars que hi havia el 2009, 1 era una oficina de correu, 2 oficines bancàries, 10 tallers de reparació d'automòbils i de material agrícola, 1 taller d'inspecció tècnica de vehicles, 1 autoescola, 5 paletes, 3 guixaires pintors, 5 fusteries, 3 lampisteries, 6 electricistes, 4 empreses de construcció, 4 perruqueries, 20 restaurants, 3 agències immobiliàries, 1 tintoreria i 3 salons de bellesa.
Dels 107 establiments comercials que hi havia el 2009, 1 era, 2 grans superfícies de material de bricolatge, 2 fleques, 1 una fleca, 1 una carnisseria, 2 llibreries, 32 botigues de roba, 12 botigues d'equipament de la llar, 6 sabateries, 3 botigues d'electrodomèstics, 22 botigues de mobles, 7 botigues de material esportiu, 3 botigues de material de revestiment de parets i terra, 4 drogueries, 4 perfumeries, 3 joieries i 2 floristeries.
L'any 2000 a Épagny hi havia 15 explotacions agrícoles que ocupaven un total de 350 hectàrees.

## Equipaments sanitaris i escolars
L'únic equipament sanitari que hi havia el 2009 era una farmàcia.
El 2009 hi havia 2 escoles elementals.

## Poblacions més properes
El següent diagrama mostra les poblacions més properes.